# 山本直人 (考古学者)
山本 直人（やまもと なおと、1957年 - ）は、日本の考古学者。名古屋大学教授。専門は縄文時代の考古学。

## 略歴
- 1957年 石川県生まれ[1]
- 1976年 石川県立羽咋高等学校卒業[2]
- 1980年 広島大学文学部史学科卒業[1]
- 1982年 名古屋大学大学院文学研究科博士課程前期課程修了[1]
- 1984年 石川県立埋蔵文化財センター主事[1]
- 1990年 名古屋大学文学部講師[1]
- 2002年 広島大学より博士（文学）の学位を取得[1]
- 2003年 名古屋大学文学部教授[3]

## 著書
- 『縄文時代の植物採集活動』渓水社、2002年
- 『文理融合の考古学』高志書院、2007年
- 『縄文時代の生業と社会』同成社、2013年